# Резолюция 207 на Съвета за сигурност на ООН
Резолюция 207 на Съвета за сигурност на ООН е приета единодушно на 10 август 1965 г. по повод Кипърския въпрос.
Като взема под внимание доклад на генералния секретар от 29 юли 1965, в който се посочва, че последните събития в Кипър са увеличили напрежението на острова, с Резолюция 207 Съветът за сигурност потвърждава своята Резолюция 186 (1964) и призовава всички страни в конфликта да се въздържат от всякакви действия, които биха могли да влошат ситуацията.